# 慕容評
慕容 評（ぼよう ひょう、生没年不詳）は、五胡十六国時代の政治家・武将。この時代を代表する奸臣と評されることが多い人物である。

## 生涯

### 前燕の部将
父は鮮卑慕容部の大人慕容廆で、兄に慕容翰・慕容皝（前燕の文明帝）・慕容仁・慕容昭、弟に慕容幼がいる。
咸康2年（336年）に軍師将軍となり、慕容皝が慕容仁を撃った際には昌黎から進撃した。これで前軍師となり、咸康5年（339年）には前燕に侵攻してきた石虎の将軍の石成の後趙軍と遼西に戦って破った。建元元年（343年）には慕容儁に従って代を攻めた。
永和5年（349年）、甥の慕容儁が前燕を継ぐと、輔弼将軍とされた。この年に石虎が死去して後趙が争乱になると、後趙の旧臣の賈堅を攻めて捕え、章武郡太守とされた。甥の慕容恪が冉閔を捕えた後、永和8年（352年）8月にその太子の冉智らの拠る鄴を攻めて陥れ、冉魏を滅ぼして冉智を連行する功績を立てた。
元璽3年（354年）、鎮南将軍・都督秦雍益梁江揚荊徐兗豫十州諸軍事として洛水に鎮した。その後司徒・驃騎将軍・上庸王となり、張平を討ってこれを逃走させた。光寿3年（359年）、東晋の諸葛攸が北伐した際には傅顔とともに5万をもってこれと戦い、東阿において破った。

### 国を傾けた奸臣
建熙元年（360年）、甥の慕容儁が死去すると、その息子でまだ幼い慕容暐が跡を継ぎ、慕容評は太傅となった。国の実権は慕容儁の弟の慕容恪が太宰として掌握し、慕容評はそれに従って建熙5年（364年）から開始された南下拡大策に参加し、軍を率いて許昌や汝南を落とす功績を立てた。建熙8年（367年）5月、慕容恪が病死すると前燕の実権を握った。しかし慕容評は腐敗政治を展開、貪欲な性格で軍需物資を横領したりして私財を積み、国家の衰退を招いた。この状況を見た東晋の司馬の桓温は3度目の北伐を行って前燕に侵入した。この桓温の侵攻に弱体化した前燕軍は敗戦し続け、慕容暐は龍城への還都を検討するまでになる。だが慕容暐の叔父の慕容垂が桓温と対峙し、さらに前秦に領土割譲を条件に援軍を求める事で対抗する。慕容垂は前秦軍到着の前に桓温を撃破し、慕容垂が新たな実力者として前燕では台頭し始めるが、それを憎んだ慕容評により慕容垂は排除を図られたため、やむなく前秦に亡命した。慕容垂の出奔で前燕を支える大黒柱はいなくなり、逆に前秦は苻堅や王猛らにより攻勢に出て、まずは洛陽が王猛により奪われた。
建熙11年（370年）9月、前秦は王猛に6万の軍を預けて本格的に前燕侵略を開始し、対する前燕も慕容評が40万の大軍を率いて対抗したが、軍需物資を横領したりする慕容評のために味方の士気は上がらず、晋陽や上党など主だった都市が次々と攻められた。慕容暐から責任を問われた慕容評は兵力優位を過信して王猛と決戦するが大敗して5万人を失った。さらに11月には苻堅自ら率いる10万の侵攻を受けて首都の鄴は陥落し、慕容暐は捕縛されて前秦の首都の長安に連行され、前燕は滅亡した。
慕容評は鄴陥落の前に逃亡し、高句麗に亡命した。しかし前秦の游撃将軍郭慶が龍城に迫って高句麗に圧力をかけると、高句麗は前秦との関係を優先して慕容評の身柄を拘束して前秦に送還した。苻堅は慕容評を給事に任命したが、かつて慕容評のために国を追われた甥の慕容垂が苻堅に対して聖朝の穢れであり、誅殺をと願い出た。苻堅は殺しはしなかったが、朝廷からは閉め出して范陽郡太守とした。

### 引用元
1. 1 2 3 4 5  三崎『五胡十六国、中国史上の民族大移動』、P75
2. ↑  三崎『五胡十六国、中国史上の民族大移動』、P71
3. 1 2 3 4 5 6 7  三崎『五胡十六国、中国史上の民族大移動』、P76
4. 1 2  三崎『五胡十六国、中国史上の民族大移動』、P156